# Lycoming Engines
Lycoming Engines — крупная фирма-производитель авиационных двигателей, в основном для малой авиации.
До 1987 года часть холдинга AVCO (англ.), затем куплена компанией Textron, переименована в Textron Lycoming. В 2002 году сменила название на нынешнее Lycoming Engines.

## История компании
Начало существования приходится на 1888 год, город Уильямспорт, штат Пенсильвания (округ Лайкоминг), с началом выпуска швейных машин, вскоре расширившегося до производства велосипедов.
В Первую мировую войну уже выпускали автомобили.
В 1929 году выпустили первый авиационный двигатель — радиальный Р-680.

## Современные двигатели
- P-680, 9-цилиндровый радиальный, 220—295 л. с., первый двигатель
- O-145, 4-цилиндровый
- O-235, 4-цилиндровый, 108—118 л. с., представлен в 1940 году, выпускается до сих пор, активно использовался в самолётах Cessna 152 и сходными с ним (разработки GA)
- O-290, 4-цилиндровый, 125 л. с., упрощённая копия модели 435, представлен в 1942 году (неудачная модель, почти не применялся)
- O-320 — 4-цилиндровый, с воздушным охлаждением, карбюраторный, с горизонтально оппозитными цилиндрами авиадвигатель, рабочим объёмом 320 куб. дюйма. Версия двигателя с турбонаддувом имеет безупречную надежность. Мощность — 150—160 л. с., в зависимости от модели. Устанавливаются на самолёты класса туринг и учебные варианты.
- O-340, 4-цилиндровый
- O-360, 4-цилиндровый, представлен в 1955 году, послужил основой для модели 540 и 720
- O-390, 4-цилиндровый, представлен в 2002 году, облегчённая версия модели 580
- O-435, 6-цилиндровый, 185—260 л. с., также переделан в двигатель для танков M22 Локаст
- O-480, 6-цилиндровый
- IO-540 — 6-цилиндровый, с воздушным охлаждением, инжекторным впрыском топлива, с горизонтально оппозитными цилиндрами авиадвигатель, рабочим объёмом 540 куб. дюйма. Есть версия с карбюраторами («O-540») или турбонагнетателями («TIO-540»). Мощность — 260—315 л. с.. Устанавливаются на спортивные самолёты для аэробатики, такие как Extra EA-300, Edge 540, а также на легкие вертолеты Robinson R44. Основные конкуренты Lycoming IO-540 — Continental IO-520 и IO-550.
- O-541, 6-цилиндровый, улучшенная 540-я модель с турбокомпрессором
- IO-580, 6-цилиндровый, 330 л. с., двигатель для лёгких спортивных самолётов (выпускается с 1998 года)
- GSO-580, 8-цилиндровый, выпускался с 1948 по 1961 гг.
- O-720, 8-цилиндровый, модернизация моделей 360/540
- T53, газотурбинный, 600 л. с., для вертолёта Bell UH-1 и др.
- T55, газотурбинный, 3750 л. с., для вертолёта Boeing CH-47 Chinook
- ALF 502, турбовентиляторный, на основе газотурбинного T55, использовался для самолёта BAe 146
- XR-7755, 36-цилиндровый двигатель. Цифры в названии — число кубических дюймов рабочего объёма. Прототип создан в 1943 году. Предназначался для самолёта Convair B-36. Но этому двигателю не суждено было летать — после окончания Второй мировой войны интерес военных к поршневым двигателям угас в связи с переводом авиации на реактивную тягу. Lycoming XR-7755 — 4-тактный 4-рядный радиальный двигатель жидкостного охлаждения, имеющий 9 кулачковых валиков — по одному на каждый продольный ряд цилиндров. Снабжён турбокомпрессором. Рабочий объём — 127 литров (7755 куб. дюймов). Диаметр и ход поршня — 162 мм и 171 мм. Сухой вес двигателя — 2744 кг. Длина — 3050 мм. Диаметр — 1525 мм. Мощность — 5000 л. с. (3728 кВт) при 2600 об/мин (достигнуто в 1944 году).